# Manuscrit de Göttingen
El Manuscrit de Göttingen és l'obra més antiga dedicada enterament als escacs moderns que es coneix. És un text en llatí amb una extensió de 33 fulls que es conserva a la Universitat de Göttingen. Dels 33 fulls del pergamí els fulls (ff.) 1-15 tracten dotze obertures d'escacs, el f. 16 està en blanc, i els ff. 17-31 b són una selecció de trenta problemes d'escacs, un per cada pàgina, amb un diagrama i la seva solució. L'autoria i la data exacta del manuscrit es desconeixen.
La semblança amb Repeticion de Amores e Arte de Axedres con CL iuegos de partido de Luis Ramírez de Lucena ha conduït a alguns estudiosos a plantejar que va ser escrit per Lucena o que va ser una de les fonts que Lucena va utilitzar. Encara que en general es creu que el manuscrit és més antic que l'obra de Lucena, això no s'ha pogut demostrar. S'ha situat el manuscrit en diferents dates entre 1500-1505 o 1471
El manuscrit es dedica només als escacs moderns, utilitzant les regles modernes per al moviment dels peons, alfil i dama, (encara que l'enroc no havia pres encara la seva forma actual), i no s'esmenta la forma antiga. No s'expliquen les regles, per la qual cosa el manuscrit s'ha d'haver escrit en un moment i lloc en el qual les noves regles ja estaven establertes, o bé es dirigia a un jugador que ja les coneixia. No s'hi menciona el destinatari del manuscrit, però és evident que es tractava d'un noble d'alt llinatge. Alguns trets del manuscrit suggereixen que l'origen de l'autor sigui Espanya o Portugal i que va ser copiat en algun moment a França, encara que tampoc això no és segur

## Obertures
L'atenció que el manuscrit presta a les obertures reflecteix la importància de l'estudi de la primera part del joc causat pel canvi de les regles. El joc antic es desenvolupava més a poc a poc, i sovint la victòria corresponia al bàndol que capturava totes les peces enemigues, deixant al contrari tan sols amb el rei. Els escacs moderns es desenvolupaven molt més ràpidament, gràcies a la possibilitat que el peó avancés dues caselles des de la seva posició inicial, i els poders reforçats d'alfil i dama. El mat va passar a ser la forma més habitual de concloure la partida i l'estudi era necessari per desenvolupar atacs i defensar-se'n. Els escrits escaquístics posteriors van seguir en la línia de destacar l'estudi de les obertures (Eales, 78; Murray, 783).
Les dotze obertures del manuscrit inclouen quatre atacs en què el príncep al qual l'obra s'adreça és el primer jugador, i vuit defenses on hi és el segon jugador. Inclouen un exemple de 1.c4 (obertura anglesa) i 1.f4 (obertura Bird), dos exemples de 1.d4 (obertura del peó de dama) incloent el gambit de dama, i vuit exemples de 1.e4 (obertura del peó de rei). Cada obertura de peó de rei inclosa és una obertura oberta perquè les negres sempre responen a 1.e4 amb 1...e5. Hi ha un exemple de l'obertura de l'alfil (2.Ac4). Les altres set obertures de rei són obertures de cavall de rei (2.Cf3), contra les quals l'autor sembla suggerir que 2...Cc6 és la millor defensa (Murray, 784). Encara que no es dona cap avaluació de les posicions resultants, alguns dels exemples continuen fins al mig joc; i el vuitè arriba fins al moviment 33è. En l'ordre en què apareixen al manuscrit, són:
1. Defensa Damiano (1.e4 e5 2.Cf3 f6)
2. Defensa Philidor (1.e4 e5 2.Cf3 d6), exemple afavorint les blanques
3. Giuoco Piano (1.e4 e5 2.Cf3 Cc6 3.Ac4 Ac5)
4. Defensa Petrov (1.e4 e5 2.Cf3 Cf6)
5. Obertura de l'alfil (1.e4 e5 2.Ac4)
6. Ruy López (1.e4 e5 2.Cf3 Cc6 3.Ab5 Ac5 defensa clàssica)
7. Obertura Ponziani (1.e4 e5 2.Cf3 Cc6 3.c3)
8. Defensa Philidor, exemple afavorint les negres
9. gambit de dama acceptat (1.d4 d5 2.c4 dxc4)
10. 1.d4 d5 2.Af4 Af5 (una forma de sistema Londres)
11. Obertura Bird (1.f4)
12. Obertura anglesa (1.c4)

## Problemes
Els trenta problemes es troben a l'obra de Lucena, i tots excepte un (el número 24) es troben en la de Damiano. Molts dels problemes tenen condicions especials, com ara peces que no es poden moure o l'exigència que el mat sigui produït per una jugada de peó o per dos escacs consecutius de peó (Murray 1913, pàg. 794–6). Exemples de problemes inclosos al manuscrit:
|   | a | b | c | d | e | f | g | h |   |
| 8 | d6 negres rei · h6 negres peó · b5 blanques dama · f5 blanques peó · h5 blanques cavall · c4 blanques peó · b3 blanques cavall | d6 negres rei · h6 negres peó · b5 blanques dama · f5 blanques peó · h5 blanques cavall · c4 blanques peó · b3 blanques cavall | d6 negres rei · h6 negres peó · b5 blanques dama · f5 blanques peó · h5 blanques cavall · c4 blanques peó · b3 blanques cavall | d6 negres rei · h6 negres peó · b5 blanques dama · f5 blanques peó · h5 blanques cavall · c4 blanques peó · b3 blanques cavall | d6 negres rei · h6 negres peó · b5 blanques dama · f5 blanques peó · h5 blanques cavall · c4 blanques peó · b3 blanques cavall | d6 negres rei · h6 negres peó · b5 blanques dama · f5 blanques peó · h5 blanques cavall · c4 blanques peó · b3 blanques cavall | d6 negres rei · h6 negres peó · b5 blanques dama · f5 blanques peó · h5 blanques cavall · c4 blanques peó · b3 blanques cavall | d6 negres rei · h6 negres peó · b5 blanques dama · f5 blanques peó · h5 blanques cavall · c4 blanques peó · b3 blanques cavall | 8 |
| 7 | d6 negres rei · h6 negres peó · b5 blanques dama · f5 blanques peó · h5 blanques cavall · c4 blanques peó · b3 blanques cavall | d6 negres rei · h6 negres peó · b5 blanques dama · f5 blanques peó · h5 blanques cavall · c4 blanques peó · b3 blanques cavall | d6 negres rei · h6 negres peó · b5 blanques dama · f5 blanques peó · h5 blanques cavall · c4 blanques peó · b3 blanques cavall | d6 negres rei · h6 negres peó · b5 blanques dama · f5 blanques peó · h5 blanques cavall · c4 blanques peó · b3 blanques cavall | d6 negres rei · h6 negres peó · b5 blanques dama · f5 blanques peó · h5 blanques cavall · c4 blanques peó · b3 blanques cavall | d6 negres rei · h6 negres peó · b5 blanques dama · f5 blanques peó · h5 blanques cavall · c4 blanques peó · b3 blanques cavall | d6 negres rei · h6 negres peó · b5 blanques dama · f5 blanques peó · h5 blanques cavall · c4 blanques peó · b3 blanques cavall | d6 negres rei · h6 negres peó · b5 blanques dama · f5 blanques peó · h5 blanques cavall · c4 blanques peó · b3 blanques cavall | 7 |
| 6 | d6 negres rei · h6 negres peó · b5 blanques dama · f5 blanques peó · h5 blanques cavall · c4 blanques peó · b3 blanques cavall | d6 negres rei · h6 negres peó · b5 blanques dama · f5 blanques peó · h5 blanques cavall · c4 blanques peó · b3 blanques cavall | d6 negres rei · h6 negres peó · b5 blanques dama · f5 blanques peó · h5 blanques cavall · c4 blanques peó · b3 blanques cavall | d6 negres rei · h6 negres peó · b5 blanques dama · f5 blanques peó · h5 blanques cavall · c4 blanques peó · b3 blanques cavall | d6 negres rei · h6 negres peó · b5 blanques dama · f5 blanques peó · h5 blanques cavall · c4 blanques peó · b3 blanques cavall | d6 negres rei · h6 negres peó · b5 blanques dama · f5 blanques peó · h5 blanques cavall · c4 blanques peó · b3 blanques cavall | d6 negres rei · h6 negres peó · b5 blanques dama · f5 blanques peó · h5 blanques cavall · c4 blanques peó · b3 blanques cavall | d6 negres rei · h6 negres peó · b5 blanques dama · f5 blanques peó · h5 blanques cavall · c4 blanques peó · b3 blanques cavall | 6 |
| 5 | d6 negres rei · h6 negres peó · b5 blanques dama · f5 blanques peó · h5 blanques cavall · c4 blanques peó · b3 blanques cavall | d6 negres rei · h6 negres peó · b5 blanques dama · f5 blanques peó · h5 blanques cavall · c4 blanques peó · b3 blanques cavall | d6 negres rei · h6 negres peó · b5 blanques dama · f5 blanques peó · h5 blanques cavall · c4 blanques peó · b3 blanques cavall | d6 negres rei · h6 negres peó · b5 blanques dama · f5 blanques peó · h5 blanques cavall · c4 blanques peó · b3 blanques cavall | d6 negres rei · h6 negres peó · b5 blanques dama · f5 blanques peó · h5 blanques cavall · c4 blanques peó · b3 blanques cavall | d6 negres rei · h6 negres peó · b5 blanques dama · f5 blanques peó · h5 blanques cavall · c4 blanques peó · b3 blanques cavall | d6 negres rei · h6 negres peó · b5 blanques dama · f5 blanques peó · h5 blanques cavall · c4 blanques peó · b3 blanques cavall | d6 negres rei · h6 negres peó · b5 blanques dama · f5 blanques peó · h5 blanques cavall · c4 blanques peó · b3 blanques cavall | 5 |
| 4 | d6 negres rei · h6 negres peó · b5 blanques dama · f5 blanques peó · h5 blanques cavall · c4 blanques peó · b3 blanques cavall | d6 negres rei · h6 negres peó · b5 blanques dama · f5 blanques peó · h5 blanques cavall · c4 blanques peó · b3 blanques cavall | d6 negres rei · h6 negres peó · b5 blanques dama · f5 blanques peó · h5 blanques cavall · c4 blanques peó · b3 blanques cavall | d6 negres rei · h6 negres peó · b5 blanques dama · f5 blanques peó · h5 blanques cavall · c4 blanques peó · b3 blanques cavall | d6 negres rei · h6 negres peó · b5 blanques dama · f5 blanques peó · h5 blanques cavall · c4 blanques peó · b3 blanques cavall | d6 negres rei · h6 negres peó · b5 blanques dama · f5 blanques peó · h5 blanques cavall · c4 blanques peó · b3 blanques cavall | d6 negres rei · h6 negres peó · b5 blanques dama · f5 blanques peó · h5 blanques cavall · c4 blanques peó · b3 blanques cavall | d6 negres rei · h6 negres peó · b5 blanques dama · f5 blanques peó · h5 blanques cavall · c4 blanques peó · b3 blanques cavall | 4 |
| 3 | d6 negres rei · h6 negres peó · b5 blanques dama · f5 blanques peó · h5 blanques cavall · c4 blanques peó · b3 blanques cavall | d6 negres rei · h6 negres peó · b5 blanques dama · f5 blanques peó · h5 blanques cavall · c4 blanques peó · b3 blanques cavall | d6 negres rei · h6 negres peó · b5 blanques dama · f5 blanques peó · h5 blanques cavall · c4 blanques peó · b3 blanques cavall | d6 negres rei · h6 negres peó · b5 blanques dama · f5 blanques peó · h5 blanques cavall · c4 blanques peó · b3 blanques cavall | d6 negres rei · h6 negres peó · b5 blanques dama · f5 blanques peó · h5 blanques cavall · c4 blanques peó · b3 blanques cavall | d6 negres rei · h6 negres peó · b5 blanques dama · f5 blanques peó · h5 blanques cavall · c4 blanques peó · b3 blanques cavall | d6 negres rei · h6 negres peó · b5 blanques dama · f5 blanques peó · h5 blanques cavall · c4 blanques peó · b3 blanques cavall | d6 negres rei · h6 negres peó · b5 blanques dama · f5 blanques peó · h5 blanques cavall · c4 blanques peó · b3 blanques cavall | 3 |
| 2 | d6 negres rei · h6 negres peó · b5 blanques dama · f5 blanques peó · h5 blanques cavall · c4 blanques peó · b3 blanques cavall | d6 negres rei · h6 negres peó · b5 blanques dama · f5 blanques peó · h5 blanques cavall · c4 blanques peó · b3 blanques cavall | d6 negres rei · h6 negres peó · b5 blanques dama · f5 blanques peó · h5 blanques cavall · c4 blanques peó · b3 blanques cavall | d6 negres rei · h6 negres peó · b5 blanques dama · f5 blanques peó · h5 blanques cavall · c4 blanques peó · b3 blanques cavall | d6 negres rei · h6 negres peó · b5 blanques dama · f5 blanques peó · h5 blanques cavall · c4 blanques peó · b3 blanques cavall | d6 negres rei · h6 negres peó · b5 blanques dama · f5 blanques peó · h5 blanques cavall · c4 blanques peó · b3 blanques cavall | d6 negres rei · h6 negres peó · b5 blanques dama · f5 blanques peó · h5 blanques cavall · c4 blanques peó · b3 blanques cavall | d6 negres rei · h6 negres peó · b5 blanques dama · f5 blanques peó · h5 blanques cavall · c4 blanques peó · b3 blanques cavall | 2 |
| 1 | d6 negres rei · h6 negres peó · b5 blanques dama · f5 blanques peó · h5 blanques cavall · c4 blanques peó · b3 blanques cavall | d6 negres rei · h6 negres peó · b5 blanques dama · f5 blanques peó · h5 blanques cavall · c4 blanques peó · b3 blanques cavall | d6 negres rei · h6 negres peó · b5 blanques dama · f5 blanques peó · h5 blanques cavall · c4 blanques peó · b3 blanques cavall | d6 negres rei · h6 negres peó · b5 blanques dama · f5 blanques peó · h5 blanques cavall · c4 blanques peó · b3 blanques cavall | d6 negres rei · h6 negres peó · b5 blanques dama · f5 blanques peó · h5 blanques cavall · c4 blanques peó · b3 blanques cavall | d6 negres rei · h6 negres peó · b5 blanques dama · f5 blanques peó · h5 blanques cavall · c4 blanques peó · b3 blanques cavall | d6 negres rei · h6 negres peó · b5 blanques dama · f5 blanques peó · h5 blanques cavall · c4 blanques peó · b3 blanques cavall | d6 negres rei · h6 negres peó · b5 blanques dama · f5 blanques peó · h5 blanques cavall · c4 blanques peó · b3 blanques cavall | 1 |
|   | a | b | c | d | e | f | g | h |   |

|   | a | b | c | d | e | f | g | h |   |
| 8 | h8 negres rei · a7 blanques torre · d5 blanques peó · e5 blanques rei · g5 blanques peó · h3 negres peó · h2 blanques cavall | h8 negres rei · a7 blanques torre · d5 blanques peó · e5 blanques rei · g5 blanques peó · h3 negres peó · h2 blanques cavall | h8 negres rei · a7 blanques torre · d5 blanques peó · e5 blanques rei · g5 blanques peó · h3 negres peó · h2 blanques cavall | h8 negres rei · a7 blanques torre · d5 blanques peó · e5 blanques rei · g5 blanques peó · h3 negres peó · h2 blanques cavall | h8 negres rei · a7 blanques torre · d5 blanques peó · e5 blanques rei · g5 blanques peó · h3 negres peó · h2 blanques cavall | h8 negres rei · a7 blanques torre · d5 blanques peó · e5 blanques rei · g5 blanques peó · h3 negres peó · h2 blanques cavall | h8 negres rei · a7 blanques torre · d5 blanques peó · e5 blanques rei · g5 blanques peó · h3 negres peó · h2 blanques cavall | h8 negres rei · a7 blanques torre · d5 blanques peó · e5 blanques rei · g5 blanques peó · h3 negres peó · h2 blanques cavall | 8 |
| 7 | h8 negres rei · a7 blanques torre · d5 blanques peó · e5 blanques rei · g5 blanques peó · h3 negres peó · h2 blanques cavall | h8 negres rei · a7 blanques torre · d5 blanques peó · e5 blanques rei · g5 blanques peó · h3 negres peó · h2 blanques cavall | h8 negres rei · a7 blanques torre · d5 blanques peó · e5 blanques rei · g5 blanques peó · h3 negres peó · h2 blanques cavall | h8 negres rei · a7 blanques torre · d5 blanques peó · e5 blanques rei · g5 blanques peó · h3 negres peó · h2 blanques cavall | h8 negres rei · a7 blanques torre · d5 blanques peó · e5 blanques rei · g5 blanques peó · h3 negres peó · h2 blanques cavall | h8 negres rei · a7 blanques torre · d5 blanques peó · e5 blanques rei · g5 blanques peó · h3 negres peó · h2 blanques cavall | h8 negres rei · a7 blanques torre · d5 blanques peó · e5 blanques rei · g5 blanques peó · h3 negres peó · h2 blanques cavall | h8 negres rei · a7 blanques torre · d5 blanques peó · e5 blanques rei · g5 blanques peó · h3 negres peó · h2 blanques cavall | 7 |
| 6 | h8 negres rei · a7 blanques torre · d5 blanques peó · e5 blanques rei · g5 blanques peó · h3 negres peó · h2 blanques cavall | h8 negres rei · a7 blanques torre · d5 blanques peó · e5 blanques rei · g5 blanques peó · h3 negres peó · h2 blanques cavall | h8 negres rei · a7 blanques torre · d5 blanques peó · e5 blanques rei · g5 blanques peó · h3 negres peó · h2 blanques cavall | h8 negres rei · a7 blanques torre · d5 blanques peó · e5 blanques rei · g5 blanques peó · h3 negres peó · h2 blanques cavall | h8 negres rei · a7 blanques torre · d5 blanques peó · e5 blanques rei · g5 blanques peó · h3 negres peó · h2 blanques cavall | h8 negres rei · a7 blanques torre · d5 blanques peó · e5 blanques rei · g5 blanques peó · h3 negres peó · h2 blanques cavall | h8 negres rei · a7 blanques torre · d5 blanques peó · e5 blanques rei · g5 blanques peó · h3 negres peó · h2 blanques cavall | h8 negres rei · a7 blanques torre · d5 blanques peó · e5 blanques rei · g5 blanques peó · h3 negres peó · h2 blanques cavall | 6 |
| 5 | h8 negres rei · a7 blanques torre · d5 blanques peó · e5 blanques rei · g5 blanques peó · h3 negres peó · h2 blanques cavall | h8 negres rei · a7 blanques torre · d5 blanques peó · e5 blanques rei · g5 blanques peó · h3 negres peó · h2 blanques cavall | h8 negres rei · a7 blanques torre · d5 blanques peó · e5 blanques rei · g5 blanques peó · h3 negres peó · h2 blanques cavall | h8 negres rei · a7 blanques torre · d5 blanques peó · e5 blanques rei · g5 blanques peó · h3 negres peó · h2 blanques cavall | h8 negres rei · a7 blanques torre · d5 blanques peó · e5 blanques rei · g5 blanques peó · h3 negres peó · h2 blanques cavall | h8 negres rei · a7 blanques torre · d5 blanques peó · e5 blanques rei · g5 blanques peó · h3 negres peó · h2 blanques cavall | h8 negres rei · a7 blanques torre · d5 blanques peó · e5 blanques rei · g5 blanques peó · h3 negres peó · h2 blanques cavall | h8 negres rei · a7 blanques torre · d5 blanques peó · e5 blanques rei · g5 blanques peó · h3 negres peó · h2 blanques cavall | 5 |
| 4 | h8 negres rei · a7 blanques torre · d5 blanques peó · e5 blanques rei · g5 blanques peó · h3 negres peó · h2 blanques cavall | h8 negres rei · a7 blanques torre · d5 blanques peó · e5 blanques rei · g5 blanques peó · h3 negres peó · h2 blanques cavall | h8 negres rei · a7 blanques torre · d5 blanques peó · e5 blanques rei · g5 blanques peó · h3 negres peó · h2 blanques cavall | h8 negres rei · a7 blanques torre · d5 blanques peó · e5 blanques rei · g5 blanques peó · h3 negres peó · h2 blanques cavall | h8 negres rei · a7 blanques torre · d5 blanques peó · e5 blanques rei · g5 blanques peó · h3 negres peó · h2 blanques cavall | h8 negres rei · a7 blanques torre · d5 blanques peó · e5 blanques rei · g5 blanques peó · h3 negres peó · h2 blanques cavall | h8 negres rei · a7 blanques torre · d5 blanques peó · e5 blanques rei · g5 blanques peó · h3 negres peó · h2 blanques cavall | h8 negres rei · a7 blanques torre · d5 blanques peó · e5 blanques rei · g5 blanques peó · h3 negres peó · h2 blanques cavall | 4 |
| 3 | h8 negres rei · a7 blanques torre · d5 blanques peó · e5 blanques rei · g5 blanques peó · h3 negres peó · h2 blanques cavall | h8 negres rei · a7 blanques torre · d5 blanques peó · e5 blanques rei · g5 blanques peó · h3 negres peó · h2 blanques cavall | h8 negres rei · a7 blanques torre · d5 blanques peó · e5 blanques rei · g5 blanques peó · h3 negres peó · h2 blanques cavall | h8 negres rei · a7 blanques torre · d5 blanques peó · e5 blanques rei · g5 blanques peó · h3 negres peó · h2 blanques cavall | h8 negres rei · a7 blanques torre · d5 blanques peó · e5 blanques rei · g5 blanques peó · h3 negres peó · h2 blanques cavall | h8 negres rei · a7 blanques torre · d5 blanques peó · e5 blanques rei · g5 blanques peó · h3 negres peó · h2 blanques cavall | h8 negres rei · a7 blanques torre · d5 blanques peó · e5 blanques rei · g5 blanques peó · h3 negres peó · h2 blanques cavall | h8 negres rei · a7 blanques torre · d5 blanques peó · e5 blanques rei · g5 blanques peó · h3 negres peó · h2 blanques cavall | 3 |
| 2 | h8 negres rei · a7 blanques torre · d5 blanques peó · e5 blanques rei · g5 blanques peó · h3 negres peó · h2 blanques cavall | h8 negres rei · a7 blanques torre · d5 blanques peó · e5 blanques rei · g5 blanques peó · h3 negres peó · h2 blanques cavall | h8 negres rei · a7 blanques torre · d5 blanques peó · e5 blanques rei · g5 blanques peó · h3 negres peó · h2 blanques cavall | h8 negres rei · a7 blanques torre · d5 blanques peó · e5 blanques rei · g5 blanques peó · h3 negres peó · h2 blanques cavall | h8 negres rei · a7 blanques torre · d5 blanques peó · e5 blanques rei · g5 blanques peó · h3 negres peó · h2 blanques cavall | h8 negres rei · a7 blanques torre · d5 blanques peó · e5 blanques rei · g5 blanques peó · h3 negres peó · h2 blanques cavall | h8 negres rei · a7 blanques torre · d5 blanques peó · e5 blanques rei · g5 blanques peó · h3 negres peó · h2 blanques cavall | h8 negres rei · a7 blanques torre · d5 blanques peó · e5 blanques rei · g5 blanques peó · h3 negres peó · h2 blanques cavall | 2 |
| 1 | h8 negres rei · a7 blanques torre · d5 blanques peó · e5 blanques rei · g5 blanques peó · h3 negres peó · h2 blanques cavall | h8 negres rei · a7 blanques torre · d5 blanques peó · e5 blanques rei · g5 blanques peó · h3 negres peó · h2 blanques cavall | h8 negres rei · a7 blanques torre · d5 blanques peó · e5 blanques rei · g5 blanques peó · h3 negres peó · h2 blanques cavall | h8 negres rei · a7 blanques torre · d5 blanques peó · e5 blanques rei · g5 blanques peó · h3 negres peó · h2 blanques cavall | h8 negres rei · a7 blanques torre · d5 blanques peó · e5 blanques rei · g5 blanques peó · h3 negres peó · h2 blanques cavall | h8 negres rei · a7 blanques torre · d5 blanques peó · e5 blanques rei · g5 blanques peó · h3 negres peó · h2 blanques cavall | h8 negres rei · a7 blanques torre · d5 blanques peó · e5 blanques rei · g5 blanques peó · h3 negres peó · h2 blanques cavall | h8 negres rei · a7 blanques torre · d5 blanques peó · e5 blanques rei · g5 blanques peó · h3 negres peó · h2 blanques cavall | 1 |
|   | a | b | c | d | e | f | g | h |   |

|   | a | b | c | d | e | f | g | h |   |
| 8 | b8 blanques cavall · c7 blanques torre · a6 negres alfil · e6 blanques cavall · d5 blanques dama · a4 negres rei · b4 negres peó · c4 negres peó · g4 blanques alfil · h4 blanques torre · c3 blanques alfil · a2 blanques peó · b2 blanques rei | b8 blanques cavall · c7 blanques torre · a6 negres alfil · e6 blanques cavall · d5 blanques dama · a4 negres rei · b4 negres peó · c4 negres peó · g4 blanques alfil · h4 blanques torre · c3 blanques alfil · a2 blanques peó · b2 blanques rei | b8 blanques cavall · c7 blanques torre · a6 negres alfil · e6 blanques cavall · d5 blanques dama · a4 negres rei · b4 negres peó · c4 negres peó · g4 blanques alfil · h4 blanques torre · c3 blanques alfil · a2 blanques peó · b2 blanques rei | b8 blanques cavall · c7 blanques torre · a6 negres alfil · e6 blanques cavall · d5 blanques dama · a4 negres rei · b4 negres peó · c4 negres peó · g4 blanques alfil · h4 blanques torre · c3 blanques alfil · a2 blanques peó · b2 blanques rei | b8 blanques cavall · c7 blanques torre · a6 negres alfil · e6 blanques cavall · d5 blanques dama · a4 negres rei · b4 negres peó · c4 negres peó · g4 blanques alfil · h4 blanques torre · c3 blanques alfil · a2 blanques peó · b2 blanques rei | b8 blanques cavall · c7 blanques torre · a6 negres alfil · e6 blanques cavall · d5 blanques dama · a4 negres rei · b4 negres peó · c4 negres peó · g4 blanques alfil · h4 blanques torre · c3 blanques alfil · a2 blanques peó · b2 blanques rei | b8 blanques cavall · c7 blanques torre · a6 negres alfil · e6 blanques cavall · d5 blanques dama · a4 negres rei · b4 negres peó · c4 negres peó · g4 blanques alfil · h4 blanques torre · c3 blanques alfil · a2 blanques peó · b2 blanques rei | b8 blanques cavall · c7 blanques torre · a6 negres alfil · e6 blanques cavall · d5 blanques dama · a4 negres rei · b4 negres peó · c4 negres peó · g4 blanques alfil · h4 blanques torre · c3 blanques alfil · a2 blanques peó · b2 blanques rei | 8 |
| 7 | b8 blanques cavall · c7 blanques torre · a6 negres alfil · e6 blanques cavall · d5 blanques dama · a4 negres rei · b4 negres peó · c4 negres peó · g4 blanques alfil · h4 blanques torre · c3 blanques alfil · a2 blanques peó · b2 blanques rei | b8 blanques cavall · c7 blanques torre · a6 negres alfil · e6 blanques cavall · d5 blanques dama · a4 negres rei · b4 negres peó · c4 negres peó · g4 blanques alfil · h4 blanques torre · c3 blanques alfil · a2 blanques peó · b2 blanques rei | b8 blanques cavall · c7 blanques torre · a6 negres alfil · e6 blanques cavall · d5 blanques dama · a4 negres rei · b4 negres peó · c4 negres peó · g4 blanques alfil · h4 blanques torre · c3 blanques alfil · a2 blanques peó · b2 blanques rei | b8 blanques cavall · c7 blanques torre · a6 negres alfil · e6 blanques cavall · d5 blanques dama · a4 negres rei · b4 negres peó · c4 negres peó · g4 blanques alfil · h4 blanques torre · c3 blanques alfil · a2 blanques peó · b2 blanques rei | b8 blanques cavall · c7 blanques torre · a6 negres alfil · e6 blanques cavall · d5 blanques dama · a4 negres rei · b4 negres peó · c4 negres peó · g4 blanques alfil · h4 blanques torre · c3 blanques alfil · a2 blanques peó · b2 blanques rei | b8 blanques cavall · c7 blanques torre · a6 negres alfil · e6 blanques cavall · d5 blanques dama · a4 negres rei · b4 negres peó · c4 negres peó · g4 blanques alfil · h4 blanques torre · c3 blanques alfil · a2 blanques peó · b2 blanques rei | b8 blanques cavall · c7 blanques torre · a6 negres alfil · e6 blanques cavall · d5 blanques dama · a4 negres rei · b4 negres peó · c4 negres peó · g4 blanques alfil · h4 blanques torre · c3 blanques alfil · a2 blanques peó · b2 blanques rei | b8 blanques cavall · c7 blanques torre · a6 negres alfil · e6 blanques cavall · d5 blanques dama · a4 negres rei · b4 negres peó · c4 negres peó · g4 blanques alfil · h4 blanques torre · c3 blanques alfil · a2 blanques peó · b2 blanques rei | 7 |
| 6 | b8 blanques cavall · c7 blanques torre · a6 negres alfil · e6 blanques cavall · d5 blanques dama · a4 negres rei · b4 negres peó · c4 negres peó · g4 blanques alfil · h4 blanques torre · c3 blanques alfil · a2 blanques peó · b2 blanques rei | b8 blanques cavall · c7 blanques torre · a6 negres alfil · e6 blanques cavall · d5 blanques dama · a4 negres rei · b4 negres peó · c4 negres peó · g4 blanques alfil · h4 blanques torre · c3 blanques alfil · a2 blanques peó · b2 blanques rei | b8 blanques cavall · c7 blanques torre · a6 negres alfil · e6 blanques cavall · d5 blanques dama · a4 negres rei · b4 negres peó · c4 negres peó · g4 blanques alfil · h4 blanques torre · c3 blanques alfil · a2 blanques peó · b2 blanques rei | b8 blanques cavall · c7 blanques torre · a6 negres alfil · e6 blanques cavall · d5 blanques dama · a4 negres rei · b4 negres peó · c4 negres peó · g4 blanques alfil · h4 blanques torre · c3 blanques alfil · a2 blanques peó · b2 blanques rei | b8 blanques cavall · c7 blanques torre · a6 negres alfil · e6 blanques cavall · d5 blanques dama · a4 negres rei · b4 negres peó · c4 negres peó · g4 blanques alfil · h4 blanques torre · c3 blanques alfil · a2 blanques peó · b2 blanques rei | b8 blanques cavall · c7 blanques torre · a6 negres alfil · e6 blanques cavall · d5 blanques dama · a4 negres rei · b4 negres peó · c4 negres peó · g4 blanques alfil · h4 blanques torre · c3 blanques alfil · a2 blanques peó · b2 blanques rei | b8 blanques cavall · c7 blanques torre · a6 negres alfil · e6 blanques cavall · d5 blanques dama · a4 negres rei · b4 negres peó · c4 negres peó · g4 blanques alfil · h4 blanques torre · c3 blanques alfil · a2 blanques peó · b2 blanques rei | b8 blanques cavall · c7 blanques torre · a6 negres alfil · e6 blanques cavall · d5 blanques dama · a4 negres rei · b4 negres peó · c4 negres peó · g4 blanques alfil · h4 blanques torre · c3 blanques alfil · a2 blanques peó · b2 blanques rei | 6 |
| 5 | b8 blanques cavall · c7 blanques torre · a6 negres alfil · e6 blanques cavall · d5 blanques dama · a4 negres rei · b4 negres peó · c4 negres peó · g4 blanques alfil · h4 blanques torre · c3 blanques alfil · a2 blanques peó · b2 blanques rei | b8 blanques cavall · c7 blanques torre · a6 negres alfil · e6 blanques cavall · d5 blanques dama · a4 negres rei · b4 negres peó · c4 negres peó · g4 blanques alfil · h4 blanques torre · c3 blanques alfil · a2 blanques peó · b2 blanques rei | b8 blanques cavall · c7 blanques torre · a6 negres alfil · e6 blanques cavall · d5 blanques dama · a4 negres rei · b4 negres peó · c4 negres peó · g4 blanques alfil · h4 blanques torre · c3 blanques alfil · a2 blanques peó · b2 blanques rei | b8 blanques cavall · c7 blanques torre · a6 negres alfil · e6 blanques cavall · d5 blanques dama · a4 negres rei · b4 negres peó · c4 negres peó · g4 blanques alfil · h4 blanques torre · c3 blanques alfil · a2 blanques peó · b2 blanques rei | b8 blanques cavall · c7 blanques torre · a6 negres alfil · e6 blanques cavall · d5 blanques dama · a4 negres rei · b4 negres peó · c4 negres peó · g4 blanques alfil · h4 blanques torre · c3 blanques alfil · a2 blanques peó · b2 blanques rei | b8 blanques cavall · c7 blanques torre · a6 negres alfil · e6 blanques cavall · d5 blanques dama · a4 negres rei · b4 negres peó · c4 negres peó · g4 blanques alfil · h4 blanques torre · c3 blanques alfil · a2 blanques peó · b2 blanques rei | b8 blanques cavall · c7 blanques torre · a6 negres alfil · e6 blanques cavall · d5 blanques dama · a4 negres rei · b4 negres peó · c4 negres peó · g4 blanques alfil · h4 blanques torre · c3 blanques alfil · a2 blanques peó · b2 blanques rei | b8 blanques cavall · c7 blanques torre · a6 negres alfil · e6 blanques cavall · d5 blanques dama · a4 negres rei · b4 negres peó · c4 negres peó · g4 blanques alfil · h4 blanques torre · c3 blanques alfil · a2 blanques peó · b2 blanques rei | 5 |
| 4 | b8 blanques cavall · c7 blanques torre · a6 negres alfil · e6 blanques cavall · d5 blanques dama · a4 negres rei · b4 negres peó · c4 negres peó · g4 blanques alfil · h4 blanques torre · c3 blanques alfil · a2 blanques peó · b2 blanques rei | b8 blanques cavall · c7 blanques torre · a6 negres alfil · e6 blanques cavall · d5 blanques dama · a4 negres rei · b4 negres peó · c4 negres peó · g4 blanques alfil · h4 blanques torre · c3 blanques alfil · a2 blanques peó · b2 blanques rei | b8 blanques cavall · c7 blanques torre · a6 negres alfil · e6 blanques cavall · d5 blanques dama · a4 negres rei · b4 negres peó · c4 negres peó · g4 blanques alfil · h4 blanques torre · c3 blanques alfil · a2 blanques peó · b2 blanques rei | b8 blanques cavall · c7 blanques torre · a6 negres alfil · e6 blanques cavall · d5 blanques dama · a4 negres rei · b4 negres peó · c4 negres peó · g4 blanques alfil · h4 blanques torre · c3 blanques alfil · a2 blanques peó · b2 blanques rei | b8 blanques cavall · c7 blanques torre · a6 negres alfil · e6 blanques cavall · d5 blanques dama · a4 negres rei · b4 negres peó · c4 negres peó · g4 blanques alfil · h4 blanques torre · c3 blanques alfil · a2 blanques peó · b2 blanques rei | b8 blanques cavall · c7 blanques torre · a6 negres alfil · e6 blanques cavall · d5 blanques dama · a4 negres rei · b4 negres peó · c4 negres peó · g4 blanques alfil · h4 blanques torre · c3 blanques alfil · a2 blanques peó · b2 blanques rei | b8 blanques cavall · c7 blanques torre · a6 negres alfil · e6 blanques cavall · d5 blanques dama · a4 negres rei · b4 negres peó · c4 negres peó · g4 blanques alfil · h4 blanques torre · c3 blanques alfil · a2 blanques peó · b2 blanques rei | b8 blanques cavall · c7 blanques torre · a6 negres alfil · e6 blanques cavall · d5 blanques dama · a4 negres rei · b4 negres peó · c4 negres peó · g4 blanques alfil · h4 blanques torre · c3 blanques alfil · a2 blanques peó · b2 blanques rei | 4 |
| 3 | b8 blanques cavall · c7 blanques torre · a6 negres alfil · e6 blanques cavall · d5 blanques dama · a4 negres rei · b4 negres peó · c4 negres peó · g4 blanques alfil · h4 blanques torre · c3 blanques alfil · a2 blanques peó · b2 blanques rei | b8 blanques cavall · c7 blanques torre · a6 negres alfil · e6 blanques cavall · d5 blanques dama · a4 negres rei · b4 negres peó · c4 negres peó · g4 blanques alfil · h4 blanques torre · c3 blanques alfil · a2 blanques peó · b2 blanques rei | b8 blanques cavall · c7 blanques torre · a6 negres alfil · e6 blanques cavall · d5 blanques dama · a4 negres rei · b4 negres peó · c4 negres peó · g4 blanques alfil · h4 blanques torre · c3 blanques alfil · a2 blanques peó · b2 blanques rei | b8 blanques cavall · c7 blanques torre · a6 negres alfil · e6 blanques cavall · d5 blanques dama · a4 negres rei · b4 negres peó · c4 negres peó · g4 blanques alfil · h4 blanques torre · c3 blanques alfil · a2 blanques peó · b2 blanques rei | b8 blanques cavall · c7 blanques torre · a6 negres alfil · e6 blanques cavall · d5 blanques dama · a4 negres rei · b4 negres peó · c4 negres peó · g4 blanques alfil · h4 blanques torre · c3 blanques alfil · a2 blanques peó · b2 blanques rei | b8 blanques cavall · c7 blanques torre · a6 negres alfil · e6 blanques cavall · d5 blanques dama · a4 negres rei · b4 negres peó · c4 negres peó · g4 blanques alfil · h4 blanques torre · c3 blanques alfil · a2 blanques peó · b2 blanques rei | b8 blanques cavall · c7 blanques torre · a6 negres alfil · e6 blanques cavall · d5 blanques dama · a4 negres rei · b4 negres peó · c4 negres peó · g4 blanques alfil · h4 blanques torre · c3 blanques alfil · a2 blanques peó · b2 blanques rei | b8 blanques cavall · c7 blanques torre · a6 negres alfil · e6 blanques cavall · d5 blanques dama · a4 negres rei · b4 negres peó · c4 negres peó · g4 blanques alfil · h4 blanques torre · c3 blanques alfil · a2 blanques peó · b2 blanques rei | 3 |
| 2 | b8 blanques cavall · c7 blanques torre · a6 negres alfil · e6 blanques cavall · d5 blanques dama · a4 negres rei · b4 negres peó · c4 negres peó · g4 blanques alfil · h4 blanques torre · c3 blanques alfil · a2 blanques peó · b2 blanques rei | b8 blanques cavall · c7 blanques torre · a6 negres alfil · e6 blanques cavall · d5 blanques dama · a4 negres rei · b4 negres peó · c4 negres peó · g4 blanques alfil · h4 blanques torre · c3 blanques alfil · a2 blanques peó · b2 blanques rei | b8 blanques cavall · c7 blanques torre · a6 negres alfil · e6 blanques cavall · d5 blanques dama · a4 negres rei · b4 negres peó · c4 negres peó · g4 blanques alfil · h4 blanques torre · c3 blanques alfil · a2 blanques peó · b2 blanques rei | b8 blanques cavall · c7 blanques torre · a6 negres alfil · e6 blanques cavall · d5 blanques dama · a4 negres rei · b4 negres peó · c4 negres peó · g4 blanques alfil · h4 blanques torre · c3 blanques alfil · a2 blanques peó · b2 blanques rei | b8 blanques cavall · c7 blanques torre · a6 negres alfil · e6 blanques cavall · d5 blanques dama · a4 negres rei · b4 negres peó · c4 negres peó · g4 blanques alfil · h4 blanques torre · c3 blanques alfil · a2 blanques peó · b2 blanques rei | b8 blanques cavall · c7 blanques torre · a6 negres alfil · e6 blanques cavall · d5 blanques dama · a4 negres rei · b4 negres peó · c4 negres peó · g4 blanques alfil · h4 blanques torre · c3 blanques alfil · a2 blanques peó · b2 blanques rei | b8 blanques cavall · c7 blanques torre · a6 negres alfil · e6 blanques cavall · d5 blanques dama · a4 negres rei · b4 negres peó · c4 negres peó · g4 blanques alfil · h4 blanques torre · c3 blanques alfil · a2 blanques peó · b2 blanques rei | b8 blanques cavall · c7 blanques torre · a6 negres alfil · e6 blanques cavall · d5 blanques dama · a4 negres rei · b4 negres peó · c4 negres peó · g4 blanques alfil · h4 blanques torre · c3 blanques alfil · a2 blanques peó · b2 blanques rei | 2 |
| 1 | b8 blanques cavall · c7 blanques torre · a6 negres alfil · e6 blanques cavall · d5 blanques dama · a4 negres rei · b4 negres peó · c4 negres peó · g4 blanques alfil · h4 blanques torre · c3 blanques alfil · a2 blanques peó · b2 blanques rei | b8 blanques cavall · c7 blanques torre · a6 negres alfil · e6 blanques cavall · d5 blanques dama · a4 negres rei · b4 negres peó · c4 negres peó · g4 blanques alfil · h4 blanques torre · c3 blanques alfil · a2 blanques peó · b2 blanques rei | b8 blanques cavall · c7 blanques torre · a6 negres alfil · e6 blanques cavall · d5 blanques dama · a4 negres rei · b4 negres peó · c4 negres peó · g4 blanques alfil · h4 blanques torre · c3 blanques alfil · a2 blanques peó · b2 blanques rei | b8 blanques cavall · c7 blanques torre · a6 negres alfil · e6 blanques cavall · d5 blanques dama · a4 negres rei · b4 negres peó · c4 negres peó · g4 blanques alfil · h4 blanques torre · c3 blanques alfil · a2 blanques peó · b2 blanques rei | b8 blanques cavall · c7 blanques torre · a6 negres alfil · e6 blanques cavall · d5 blanques dama · a4 negres rei · b4 negres peó · c4 negres peó · g4 blanques alfil · h4 blanques torre · c3 blanques alfil · a2 blanques peó · b2 blanques rei | b8 blanques cavall · c7 blanques torre · a6 negres alfil · e6 blanques cavall · d5 blanques dama · a4 negres rei · b4 negres peó · c4 negres peó · g4 blanques alfil · h4 blanques torre · c3 blanques alfil · a2 blanques peó · b2 blanques rei | b8 blanques cavall · c7 blanques torre · a6 negres alfil · e6 blanques cavall · d5 blanques dama · a4 negres rei · b4 negres peó · c4 negres peó · g4 blanques alfil · h4 blanques torre · c3 blanques alfil · a2 blanques peó · b2 blanques rei | b8 blanques cavall · c7 blanques torre · a6 negres alfil · e6 blanques cavall · d5 blanques dama · a4 negres rei · b4 negres peó · c4 negres peó · g4 blanques alfil · h4 blanques torre · c3 blanques alfil · a2 blanques peó · b2 blanques rei | 1 |
|   | a | b | c | d | e | f | g | h |   |

|   | a | b | c | d | e | f | g | h |   |
| 8 | a8 negres rei · e7 blanques rei · f7 blanques cavall · a6 blanques peó · b6 blanques peó · a2 negres peó · a1 blanques alfil | a8 negres rei · e7 blanques rei · f7 blanques cavall · a6 blanques peó · b6 blanques peó · a2 negres peó · a1 blanques alfil | a8 negres rei · e7 blanques rei · f7 blanques cavall · a6 blanques peó · b6 blanques peó · a2 negres peó · a1 blanques alfil | a8 negres rei · e7 blanques rei · f7 blanques cavall · a6 blanques peó · b6 blanques peó · a2 negres peó · a1 blanques alfil | a8 negres rei · e7 blanques rei · f7 blanques cavall · a6 blanques peó · b6 blanques peó · a2 negres peó · a1 blanques alfil | a8 negres rei · e7 blanques rei · f7 blanques cavall · a6 blanques peó · b6 blanques peó · a2 negres peó · a1 blanques alfil | a8 negres rei · e7 blanques rei · f7 blanques cavall · a6 blanques peó · b6 blanques peó · a2 negres peó · a1 blanques alfil | a8 negres rei · e7 blanques rei · f7 blanques cavall · a6 blanques peó · b6 blanques peó · a2 negres peó · a1 blanques alfil | 8 |
| 7 | a8 negres rei · e7 blanques rei · f7 blanques cavall · a6 blanques peó · b6 blanques peó · a2 negres peó · a1 blanques alfil | a8 negres rei · e7 blanques rei · f7 blanques cavall · a6 blanques peó · b6 blanques peó · a2 negres peó · a1 blanques alfil | a8 negres rei · e7 blanques rei · f7 blanques cavall · a6 blanques peó · b6 blanques peó · a2 negres peó · a1 blanques alfil | a8 negres rei · e7 blanques rei · f7 blanques cavall · a6 blanques peó · b6 blanques peó · a2 negres peó · a1 blanques alfil | a8 negres rei · e7 blanques rei · f7 blanques cavall · a6 blanques peó · b6 blanques peó · a2 negres peó · a1 blanques alfil | a8 negres rei · e7 blanques rei · f7 blanques cavall · a6 blanques peó · b6 blanques peó · a2 negres peó · a1 blanques alfil | a8 negres rei · e7 blanques rei · f7 blanques cavall · a6 blanques peó · b6 blanques peó · a2 negres peó · a1 blanques alfil | a8 negres rei · e7 blanques rei · f7 blanques cavall · a6 blanques peó · b6 blanques peó · a2 negres peó · a1 blanques alfil | 7 |
| 6 | a8 negres rei · e7 blanques rei · f7 blanques cavall · a6 blanques peó · b6 blanques peó · a2 negres peó · a1 blanques alfil | a8 negres rei · e7 blanques rei · f7 blanques cavall · a6 blanques peó · b6 blanques peó · a2 negres peó · a1 blanques alfil | a8 negres rei · e7 blanques rei · f7 blanques cavall · a6 blanques peó · b6 blanques peó · a2 negres peó · a1 blanques alfil | a8 negres rei · e7 blanques rei · f7 blanques cavall · a6 blanques peó · b6 blanques peó · a2 negres peó · a1 blanques alfil | a8 negres rei · e7 blanques rei · f7 blanques cavall · a6 blanques peó · b6 blanques peó · a2 negres peó · a1 blanques alfil | a8 negres rei · e7 blanques rei · f7 blanques cavall · a6 blanques peó · b6 blanques peó · a2 negres peó · a1 blanques alfil | a8 negres rei · e7 blanques rei · f7 blanques cavall · a6 blanques peó · b6 blanques peó · a2 negres peó · a1 blanques alfil | a8 negres rei · e7 blanques rei · f7 blanques cavall · a6 blanques peó · b6 blanques peó · a2 negres peó · a1 blanques alfil | 6 |
| 5 | a8 negres rei · e7 blanques rei · f7 blanques cavall · a6 blanques peó · b6 blanques peó · a2 negres peó · a1 blanques alfil | a8 negres rei · e7 blanques rei · f7 blanques cavall · a6 blanques peó · b6 blanques peó · a2 negres peó · a1 blanques alfil | a8 negres rei · e7 blanques rei · f7 blanques cavall · a6 blanques peó · b6 blanques peó · a2 negres peó · a1 blanques alfil | a8 negres rei · e7 blanques rei · f7 blanques cavall · a6 blanques peó · b6 blanques peó · a2 negres peó · a1 blanques alfil | a8 negres rei · e7 blanques rei · f7 blanques cavall · a6 blanques peó · b6 blanques peó · a2 negres peó · a1 blanques alfil | a8 negres rei · e7 blanques rei · f7 blanques cavall · a6 blanques peó · b6 blanques peó · a2 negres peó · a1 blanques alfil | a8 negres rei · e7 blanques rei · f7 blanques cavall · a6 blanques peó · b6 blanques peó · a2 negres peó · a1 blanques alfil | a8 negres rei · e7 blanques rei · f7 blanques cavall · a6 blanques peó · b6 blanques peó · a2 negres peó · a1 blanques alfil | 5 |
| 4 | a8 negres rei · e7 blanques rei · f7 blanques cavall · a6 blanques peó · b6 blanques peó · a2 negres peó · a1 blanques alfil | a8 negres rei · e7 blanques rei · f7 blanques cavall · a6 blanques peó · b6 blanques peó · a2 negres peó · a1 blanques alfil | a8 negres rei · e7 blanques rei · f7 blanques cavall · a6 blanques peó · b6 blanques peó · a2 negres peó · a1 blanques alfil | a8 negres rei · e7 blanques rei · f7 blanques cavall · a6 blanques peó · b6 blanques peó · a2 negres peó · a1 blanques alfil | a8 negres rei · e7 blanques rei · f7 blanques cavall · a6 blanques peó · b6 blanques peó · a2 negres peó · a1 blanques alfil | a8 negres rei · e7 blanques rei · f7 blanques cavall · a6 blanques peó · b6 blanques peó · a2 negres peó · a1 blanques alfil | a8 negres rei · e7 blanques rei · f7 blanques cavall · a6 blanques peó · b6 blanques peó · a2 negres peó · a1 blanques alfil | a8 negres rei · e7 blanques rei · f7 blanques cavall · a6 blanques peó · b6 blanques peó · a2 negres peó · a1 blanques alfil | 4 |
| 3 | a8 negres rei · e7 blanques rei · f7 blanques cavall · a6 blanques peó · b6 blanques peó · a2 negres peó · a1 blanques alfil | a8 negres rei · e7 blanques rei · f7 blanques cavall · a6 blanques peó · b6 blanques peó · a2 negres peó · a1 blanques alfil | a8 negres rei · e7 blanques rei · f7 blanques cavall · a6 blanques peó · b6 blanques peó · a2 negres peó · a1 blanques alfil | a8 negres rei · e7 blanques rei · f7 blanques cavall · a6 blanques peó · b6 blanques peó · a2 negres peó · a1 blanques alfil | a8 negres rei · e7 blanques rei · f7 blanques cavall · a6 blanques peó · b6 blanques peó · a2 negres peó · a1 blanques alfil | a8 negres rei · e7 blanques rei · f7 blanques cavall · a6 blanques peó · b6 blanques peó · a2 negres peó · a1 blanques alfil | a8 negres rei · e7 blanques rei · f7 blanques cavall · a6 blanques peó · b6 blanques peó · a2 negres peó · a1 blanques alfil | a8 negres rei · e7 blanques rei · f7 blanques cavall · a6 blanques peó · b6 blanques peó · a2 negres peó · a1 blanques alfil | 3 |
| 2 | a8 negres rei · e7 blanques rei · f7 blanques cavall · a6 blanques peó · b6 blanques peó · a2 negres peó · a1 blanques alfil | a8 negres rei · e7 blanques rei · f7 blanques cavall · a6 blanques peó · b6 blanques peó · a2 negres peó · a1 blanques alfil | a8 negres rei · e7 blanques rei · f7 blanques cavall · a6 blanques peó · b6 blanques peó · a2 negres peó · a1 blanques alfil | a8 negres rei · e7 blanques rei · f7 blanques cavall · a6 blanques peó · b6 blanques peó · a2 negres peó · a1 blanques alfil | a8 negres rei · e7 blanques rei · f7 blanques cavall · a6 blanques peó · b6 blanques peó · a2 negres peó · a1 blanques alfil | a8 negres rei · e7 blanques rei · f7 blanques cavall · a6 blanques peó · b6 blanques peó · a2 negres peó · a1 blanques alfil | a8 negres rei · e7 blanques rei · f7 blanques cavall · a6 blanques peó · b6 blanques peó · a2 negres peó · a1 blanques alfil | a8 negres rei · e7 blanques rei · f7 blanques cavall · a6 blanques peó · b6 blanques peó · a2 negres peó · a1 blanques alfil | 2 |
| 1 | a8 negres rei · e7 blanques rei · f7 blanques cavall · a6 blanques peó · b6 blanques peó · a2 negres peó · a1 blanques alfil | a8 negres rei · e7 blanques rei · f7 blanques cavall · a6 blanques peó · b6 blanques peó · a2 negres peó · a1 blanques alfil | a8 negres rei · e7 blanques rei · f7 blanques cavall · a6 blanques peó · b6 blanques peó · a2 negres peó · a1 blanques alfil | a8 negres rei · e7 blanques rei · f7 blanques cavall · a6 blanques peó · b6 blanques peó · a2 negres peó · a1 blanques alfil | a8 negres rei · e7 blanques rei · f7 blanques cavall · a6 blanques peó · b6 blanques peó · a2 negres peó · a1 blanques alfil | a8 negres rei · e7 blanques rei · f7 blanques cavall · a6 blanques peó · b6 blanques peó · a2 negres peó · a1 blanques alfil | a8 negres rei · e7 blanques rei · f7 blanques cavall · a6 blanques peó · b6 blanques peó · a2 negres peó · a1 blanques alfil | a8 negres rei · e7 blanques rei · f7 blanques cavall · a6 blanques peó · b6 blanques peó · a2 negres peó · a1 blanques alfil | 1 |
|   | a | b | c | d | e | f | g | h |   |

### Solucions
No. 51.Db7 2.Dd5#
No. 181.Cg4 2.Cf6 3.Ta8+ 4.Tg8 5.g6+ 6.d6#
No. 201.Ad1+ 2.Dd7+ 3.Dd3 4.axb3+ 5.axc4+ 6.c5#
No. 241.Rd7 2.Ce5 3.Cc4 4.Ca5 5.Ad4 6.a7+ o b7+ 7.b7# o a7#